# DomStufen-Festspiele

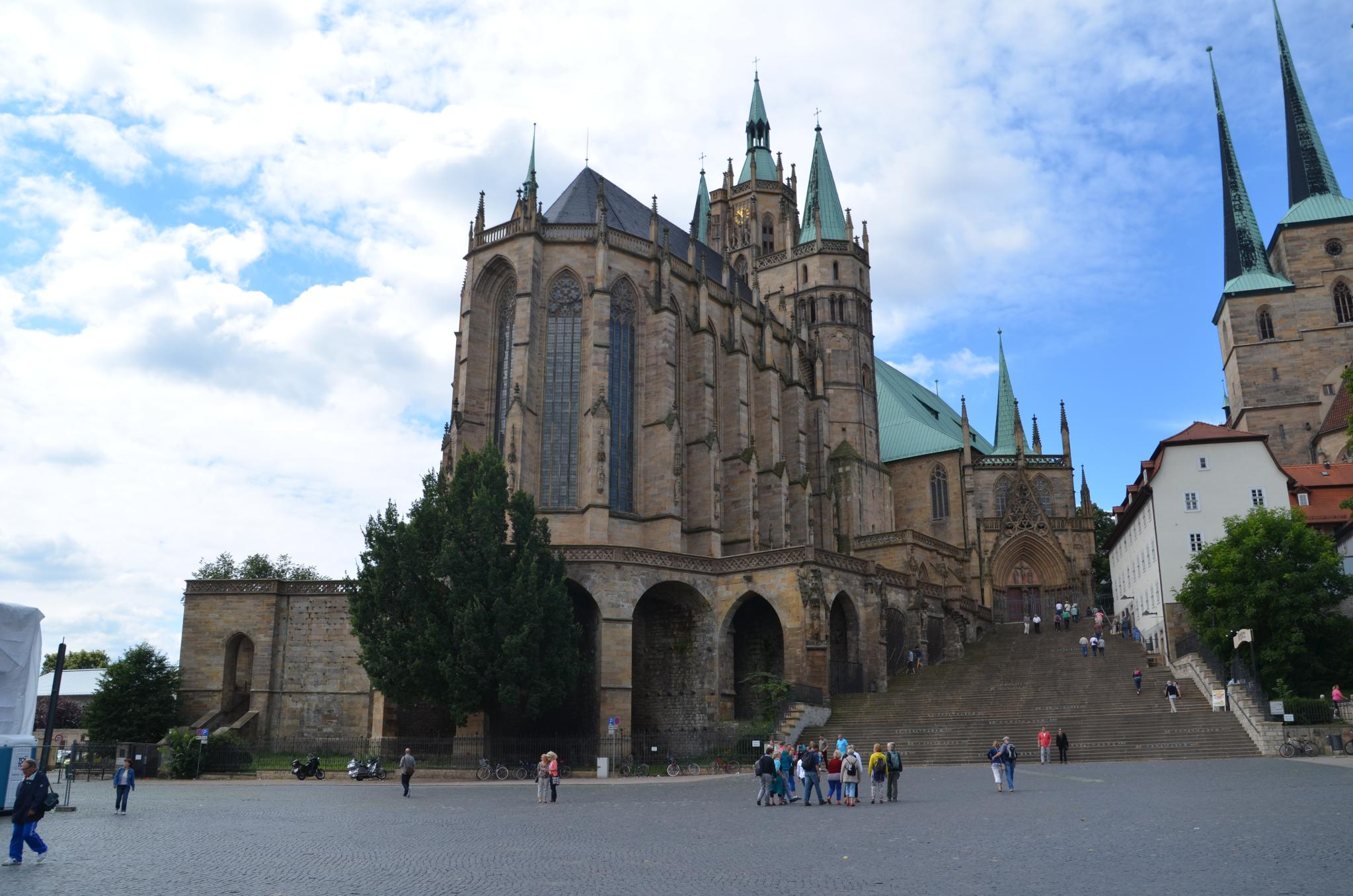
Erfurter Dom mit Domstufen

Die DomStufen-Festspiele in Erfurt sind ein Open-Air-Festival in Thüringen, welche im Jahr 1994 von Erfurts damaligem Generalintendanten Dietrich Taube, nach dem Vorbild der bereits in den 1960er Jahren stattgefundenen Erfurter Domstufen-Spiele, neu gegründet wurden.
Die DomStufen-Festspiele finden in jedem Sommer auf den Domstufen vor der Kulisse des Erfurter Doms und der Severikirche statt und dauern drei Wochen, wobei an mehreren Abenden jeweils ein Stück aufgeführt wird. Veranstalter ist das Theater Erfurt. 2013 verzeichnete das Festival 32.400 Besucher. Im Jahr 2018 hatten die Festspiele 42.100 Besucher.

## Aufgeführte Werke

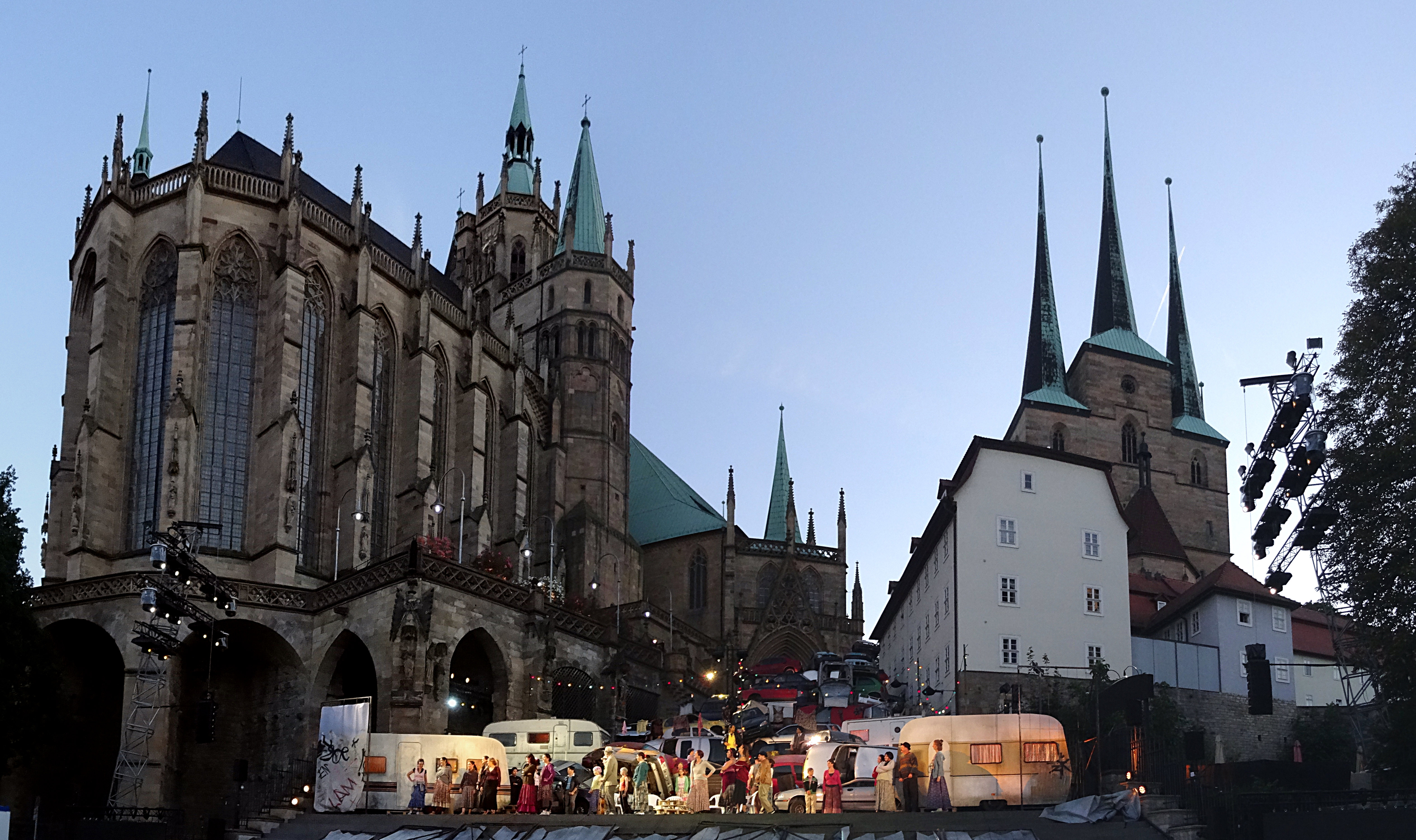
Carmen-Inszenierung 2018

| Premiere        | Werk                                      | Komponist                            | Inszenierung        |
| --------------- | ----------------------------------------- | ------------------------------------ | ------------------- |
| 20. August 1994 | Carmina Burana                            | Carl Orff                            | Dietrich Taube      |
| 12. August 1995 | Johanna auf dem Scheiterhaufen            | Arthur Honegger                      | Dietrich Taube      |
| 10. August 1996 | Das große Welttheater (P. C. de la Barca) | Gustav Mahler (Sinfonie der Tausend) | Dietrich Taube      |
| 9. August 1997  | Mass                                      | Leonard Bernstein                    | Dietrich Taube      |
| 18. Juli 1998   | The Fairy-Queen                           | Henry Purcell                        | Dietrich Taube      |
| 24. Juli 1999   | Das Spiel vom Ende der Zeiten             | Carl Orff                            | Dietrich Taube      |
| 15. Juli 2000   | Jedermann                                 | Hugo von Hofmannsthal                | Dietrich Taube      |
| 11. August 2001 | Die Schöpfung                             | Joseph Haydn                         | Dietrich Taube      |
| 10. August 2002 | Der fliegende Holländer                   | Richard Wagner                       | Werner Herzog       |
| 5. Juli 2003    | Friedenstag                               | Richard Strauss                      | Guy Montavon        |
| 14. August 2004 | Pagliacci (Der Bajazzo)                   | Ruggero Leoncavallo                  | Gérard Demierre     |
| 13. August 2005 | Jesus Christ Superstar                    | Andrew Lloyd Webber                  | Mei Hong Lin        |
| 12. August 2006 | Der Mond                                  | Carl Orff                            | Rupert Lummer       |
| 11. August 2007 | Cavalleria rusticana                      | Pietro Mascagni                      | Guy Montavon        |
| 5. Juli 2008    | Martin L. – Das Musical                   | Gisle Kverndokk und Øystein Wiik     | Matthias Davids     |
| 8. August 2009  | Carmina Burana                            | Carl Orff                            | Gino Zampieri       |
| 14. August 2010 | Der Messias                               | Georg Friedrich Händel               | Rosamund Gilmore    |
| 20. August 2011 | Die Zauberflöte                           | Wolfgang Amadeus Mozart              | Guy Montavon        |
| 12. Juli 2012   | Die Lombarden                             | Giuseppe Verdi                       | Guy Montavon        |
| 4. Juli 2013    | Turandot                                  | Giacomo Puccini                      | Marc Adam           |
| 10. Juli 2014   | Jedermann – Die Rockoper                  | Wolfgang Böhmer                      | Peter Lund          |
| 9. Juli 2015    | Der Freischütz                            | Carl Maria von Weber                 | Guy Montavon        |
| 11. August 2016 | Tosca                                     | Giacomo Puccini                      | Jakob Peters-Messer |
| 10. August 2017 | Der Troubadour                            | Giuseppe Verdi                       | Jürgen R. Weber     |
| 3. August 2018  | Carmen                                    | Georges Bizet                        | Guy Montavon        |
| 9. August 2019  | Der Name der Rose                         | Gisle Kverndokk und Øystein Wiik     | Axel Köhler         |
| 10. Juli 2020   | Opera gloriosa (Konzert)                  | Verschiedene                         |                     |
| 11. Juli 2020   | In 80 Minuten um die Welt (Konzert)       | Verschiedene                         |                     |
| 9. Juli 2021    | Die Jungfrau von Orléans                  | Peter Tschaikowsky                   | Tomo Sugao          |
| 15. Juli 2022   | Nabucco                                   | Giuseppe Verdi                       | Guy Montavon        |
| 7. Juli 2023    | Fausts Verdammnis (La Damnation de Faust) | Hector Berlioz                       | Ben Baur            |
| 2. August 2024  | Anatevka                                  | Jerry Book                           | Ulrich Wiggers      |